# Dinatriumvätefosfat
Dinatriumvätefosfat med CAS-nr 7558-79-4 är en oorganiska förening med formeln Na2HPO4. Det är en av flera natriumfosfater. Salterna är kända i vattenfri form liksom former med 2, 7, 8, och 12 kristallvatten, samtliga vattenlösliga vita pulver. Det vattenfria saltet är hygroskopiskt.
pH på en vattenlösning av dinatriumvätefosfat ligger mellan 8,0 och 11,0, vilket gör den  basisk:
HPO42−  +  H2O   ⇌   H2PO4−  +  OH−

## Användningsområden
Saltet används liksom  trinatriumfosfat i livsmedel och för mjukgöring av vatten. I livsmedel används den för att justera pH. Dess närvaro förhindrar koagulation i beredningen av kondenserad mjölk. På samma sätt används den som klumpförebyggande tillsats i pulverformiga produkter. Den används i desserter och efterrätter, t ex Grädde av Vete för att få snabbare tillagningstid och Jell-O Instant Pudding för förtjockning. I samband med vattenrening, hämmar det bildningen av kalciumbeläggningar (pannsten). Ämnet finns också i vissa tvätt- och rengöringsmedel.
Uppvärmning fasta dinatriumfosfater ger användbara föreningar tetrasodium pyrofosfat:[källa behövs]
2 HNa2PO4   →   Na4P2O7  +  H2O
Mono- och dibasiskt natriumfosfat används som en laxerande saltlösning vid förstoppning eller för att rengöra tarmen inför en koloskopi.